# Ludwik Mochejski

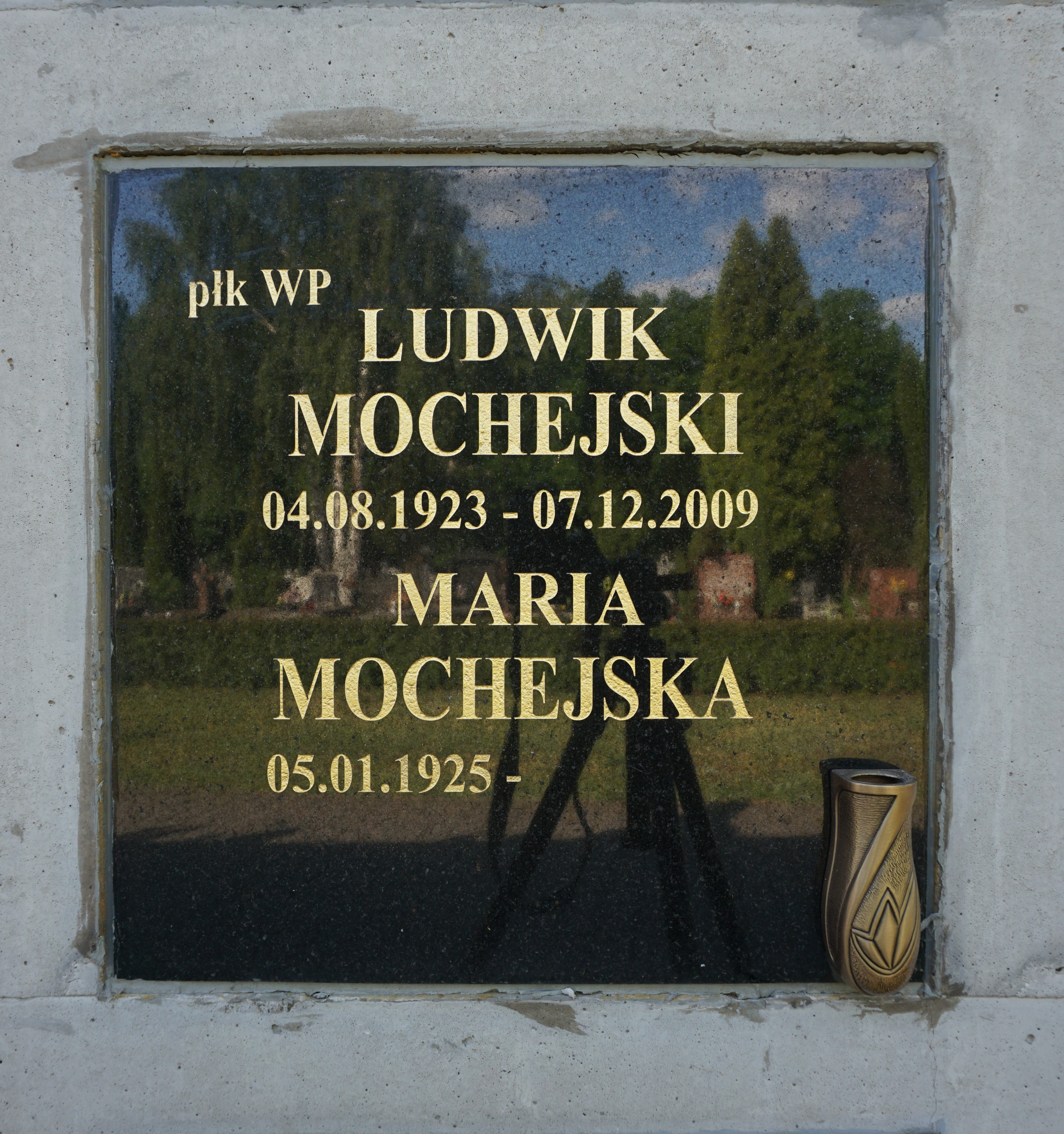
Grób Ludwika Mochejskiego na cmentarzu Komunalnym Północnym

Ludwik Mochejski (ur. 4 sierpnia 1923, zm. 7 grudnia 2009) – pułkownik Wojska Polskiego, oficer wojskowych służb specjalnych PRL, doradca ministra spraw wewnętrznych PRL gen. broni Czesława Kiszczaka.

## Życiorys
Podczas II wojny światowej działał w Gwardii Ludowej i Armii Ludowej. Używał pseudonimu „Dymitr”. Był członkiem i działaczem Polskiej Partii Robotniczej i Polskiej Zjednoczonej Partii Robotniczej.
Od października 1944 do października 1945 był kierownikiem Sekcji Śledczej Powiatowego Urzędu Bezpieczeństwa Publicznego w Krasnymstawie. 15 czerwca 1946 został skierowany do Szkoły Oficerów Informacji. Po jej ukończeniu został w marcu 1947 najpierw starszym oficerem, a następnie w kwietniu 1948 kierownikiem sekcji II organów Informacji Marynarki Wojennej.
W marcu 1949 został wyznaczony na szefa Wydziału Informacji 11 Zmotoryzowanej Dywizji Piechoty. 10 lutego 1951 przeniesiono go do Sekcji III Okręgowego Zarządu Informacji Nr II w Bydgoszczy (kierownik), a 1 listopada 1951 wyznaczono szefem Oddziału Informacji 12 Korpusu Piechoty w Rzeszowie.
1 stycznia 1953 rozpoczął służbę w GZI w Warszawie – najpierw jako szef Oddziału II Zarządu III, od 29 grudnia 1953 zastępca szefa Oddziału II Zarządu II i od 10 maja 1954 – zastępca szefa Zarządu II.
21 czerwca 1954 zostaje wyznaczony na p/o szefa Zarządu Informacji Pomorskiego Okręgu Wojskowego w Bydgoszczy, 15 czerwca 1955 zostaje szefem tego Zarządu.
Po sformowaniu WSW 28 stycznia 1957 zostaje szefem Oddziału WSW Warszawa. 9 czerwca 1958 zostaje przeniesiony na stanowisko szefa Zarządu WSW Wojsk Lotniczych i Obrony Powietrznej Obszaru Kraju (od 23 sierpnia 1962 – Zarządu WSW Wojsk Obrony Powietrznej Kraju i Inspektoratu Lotnictwa).
Od 2 sierpnia 1967 w kolejnych latach służył w wywiadzie wojskowym jako oficer Zarządu II Sztabu Generalnego Wojska Polskiego, m.in. na stanowisku attaché wojskowego, morskiego i lotniczego Ambasady PRL w Ankarze (1969-1973), a następnie głównego specjalisty w pionie operacyjnym (1973-1983).
W lipcu 1983 minister spraw wewnętrznych PRL gen. Czesław Kiszczak powołał płk. Mochejskiego na stanowisko doradcy w gabinecie ministra spraw wewnętrznych. Na tym stanowisku Mochejski wykonywał specjalne zadania zlecone bezpośrednio przez gen. Czesława Kiszczaka. Między innymi stał na czele zespołu ds. wyjaśnienia przyczyn zabójstwa księdza Jerzego Popiełuszki przez funkcjonariuszy SB. Przesłuchiwał między innymi morderców księdza. Służbę wojskową zakończył 31 lipca 1990 roku.
Odznaczony m.in. Orderem Sztandaru Pracy II klasy (1984), Orderem Krzyża Grunwaldu III klasy, Krzyżem Komandorskim Orderu Odrodzenia Polski, Krzyżem Walecznych, Krzyżem Partyzanckim, Medalem im. Ludwika Waryńskiego (1987) oraz wieloma innymi odznaczeniami państwowymi i resortowymi.
Zmarł 7 grudnia 2009 roku w Warszawie i został pochowany na Cmentarzu Komunalnym Północnym na Wólce Węglowej.